# Niederdorf (Steinau)
Niederdorf ist eine Wüstung in der Stadt Steinau an der Straße, im Main-Kinzig-Kreis in Hessen.

## Geografische Lage
Die Wüstung liegt westlich des Altstadtkerns von Steinau.

## Geschichte
Die älteste erhaltene Erwähnung des Dorfes stammt aus dem Jahr 1306. Es gehörte zum Amt Steinau der Herrschaft und späteren Grafschaft Hanau, ab 1458: Grafschaft Hanau-Münzenberg. 1587 wurden im Dorf 17 Schützen und 32 Federspießer verzeichnet, so dass hier etwa 50 Familien lebten. Drei Mühlen wurden hier betrieben. Niederdorf wurde im Dreißigjährigen Krieg 1634 zerstört und nicht wieder aufgebaut. Im Laufe der Neuzeit wurde das Gelände, auf dem das Dorf einstmals stand, überbaut, weil Steinau sich räumlich ausdehnte.

## Historische Namensformen
- Nidersteinau (1306)
- Nyderndorff (1360)
- Nydern dorffe (1380)